# Coppa dell'Imperatore 1988
La Coppa dell'Imperatore 1988 (第68回天皇杯全日本サッカー選手権大会?, Dai 68-kai Tennōhai Zen Nippon Sakkaa Senshuken Taika) è stata la sessantottesima edizione della coppa nazionale giapponese di calcio.

## Formula
Viene confermata la formula introdotta nella stagione 1972.
Alle dodici squadre partecipanti alla prima divisione della Japan Soccer League, se ne aggiungono altre venti selezionate dai campionati regionali e dalla seconda divisione.

## Squadre partecipanti
Japan Soccer League
- Nissan Motors
- Furukawa Electric
- Honda Motor
- NKK
- Fujita
- Yamaha Motors
- Yomiuri
- Yanmar Diesel
- Sumitomo Metals
- Matsushita Electric
- Mitsubishi HI
- ANA

Squadre regionali
- Aoyama Gakuin Dai. (Kantō)
- Chūō Bōhan (Tokai)
- Cosmo Oil (Tokai)
- Doshisha University (Kansai)
- Fujitsu (Kantō)
- Komazawa Daigaku (Kantō)
- Mazda (Chūgoku)
- Kasei Kurosaki (Kyūshū)
- Nippon Steel (Kyūshū)
- Osaka Taidai (Kansai)
- Osaka Shodai (Kansai)
- Sapporo University (Hokkaidō)
- Tanabe Pharma (Kansai)
- TDK (Tohoku)
- Teijin (Shikoku)
- Toho Titanium (Kantō)
- Toshiba (Kantō)
- Toyota Motors (Tokai)
- Tsukuba Daigaku (Kantō)
- YKK AP (Koshinetsu)

## Date
| Turno            | Data                |                 |
| ---------------- | ------------------- | --------------- |
| Primo turno      | 24 dicembre 1988    |                 |
| Secondo turno    | 25 dicembre 1988    |                 |
| Quarti di finale | 27-28 dicembre 1988 |                 |
| Semifinali       | 29-30 dicembre 1988 |                 |
| Finale           | 1º gennaio 1989     | 1º gennaio 1989 |

## Risultati

### Primo turno
| Squadra 1          | Risultato      | Squadra 2           |
| ------------------ | -------------- | ------------------- |
| Yamaha Motors      | 3 - 0          | Toho Titanium       |
| Fujitsu            | 1 - 2          | Matsushita Electric |
| Aoyama Gakuin Dai. | 0 - 8          | Honda Motor         |
| Cosmo Oil          | 2 - 1          | Toshiba             |
| Yomiuri            | 4 - 1          | TDK                 |
| Komazawa Daigaku   | 2 - 1          | YKK AP              |
| Sapporo University | 1 - 8          | Yanmar Diesel       |
| Nissan Motors      | 2 - 0          | Tsukuba Daigaku     |
| Mitsubishi HI      | 1 - 0          | Mazda               |
| Sumitomo Metals    | 2 - 1 (d.t.s.) | Doshisha University |
| Nippon Steel       | 4 - 3          | Osaka Shodai        |
| Fujita             | 5 - 1          | Kasei Kurosaki      |
| Furukawa Electric  | 1 - 0          | Chūō Bōhan          |
| Tanabe Pharma      | 4 - 1          | Teijin              |
| ANA                | 5 - 0          | Osaka Taidai        |
| Toyota Motors      | 1 - 0          | NKK                 |

### Secondo turno
| Squadra 1       | Risultato                     | Squadra 2           |
| --------------- | ----------------------------- | ------------------- |
| Yamaha Motors   | 2 - 0                         | Matsushita Electric |
| Honda Motor     | 2 - 0                         | Cosmo Oil           |
| Yomiuri         | 3 - 0                         | Komazawa Daigaku    |
| Nissan Motors   | 1 - 0                         | Yanmar Diesel       |
| Sumitomo Metals | 2 - 1                         | Mitsubishi HI       |
| Fujita          | 7 - 0                         | Nippon Steel        |
| Tanabe Pharma   | 1 - 1 (d.t.s.) 4 - 2 (d.c.r.) | Furukawa Electric   |
| ANA             | 3 - 1                         | Toyota Motors       |

### Quarti di finale
| Squadra 1     | Risultato                     | Squadra 2       |
| ------------- | ----------------------------- | --------------- |
| Yamaha Motors | 2 - 0                         | Honda Motor     |
| Nissan Motors | 1 - 1 (d.t.s.) 3 - 2 (d.c.r.) | Yomiuri         |
| Fujita        | 2 - 0                         | Sumitomo Metals |
| ANA           | 1 - 0                         | Tanabe Pharma   |

### Semifinali
| Squadra 1     | Risultato | Squadra 2     |
| ------------- | --------- | ------------- |
| Nissan Motors | 1 - 0     | Yamaha Motors |
| Fujita        | 2 - 1     | ANA           |

### Finale
| Tokyo 1º gennaio 1989 | Nissan Motors | 3 – 1 (d.t.s.) | Fujita | National Stadium |

| Nissan | Fujita |

#### Formazioni
| Nissan Motors   |    |                      |  |          |
|                 |    |                      |  |          |
| P               | 1  | Shigetatsu Matsunaga |  |          |
| D               | 6  | José Oscar Bernardi  |  |          |
| D               | 3  | Shinji Tanaka        |  |          |
| D               | 2  | Toru Sano            |  |          |
| D               | 12 | Hiroshi Hirakawa     |  |          |
| D               | 4  | Tetsuji Hashiratani  |  |          |
| C               | -  | Rudnei               |  |          |
| C               | 10 | Kazushi Kimura       |  |          |
| A               | 11 | Kōichi Hashiratani   |  |          |
| A               | 13 | Kenta Hasegawa       |  |          |
| A               | 9  | Wagner Lopes         |  | Uscita   |
| A disposizione: |    |                      |  |          |
| C               | 8  | Takashi Mizunuma     |  | Ingresso |
| Allenatore:     |    |                      |  |          |
| Shū Kamo        |    |                      |  |          |

| Fujita          |    |                    |  |          |
|                 |    |                    |  |          |
| P               | 1  | Izumi Yokokawa     |  |          |
| D               | 23 | Haruo Yuki         |  | Uscita   |
| D               | -  | Atsushi Mori       |  |          |
| D               | 19 | Michel Miyazawa    |  |          |
| D               | 2  | Yutaka Ikeuchi     |  |          |
| C               | 5  | Hiroyuki Sakashita |  |          |
| C               | 11 | Masahiko Kuboyama  |  |          |
| C               | -  | Griffith           |  |          |
| C               | 13 | Peter Hinds        |  |          |
| A               | 8  | Satoshi Tezuka     |  | Uscita   |
| A               | 9  | Kōichi Kobayashi   |  |          |
| A disposizione: |    |                    |  |          |
| D               | 6  | Mitsugu Nomura     |  | Ingresso |
| A               | 12 | Masaaki Mori       |  | Ingresso |
| Allenatore:     |    |                    |  |          |
| Yoshinobu Ishii |    |                    |  |          |